# Manuel de la Riva Herrera
Manuel de la Riva Herrera (Barcenillas del Rivero, 1 de marzo de 1785 -Madrid, 27 de julio de 1844) fue un político español.

## Biografía
Estudió Derecho en su Sevilla natal y, al concluir los estudios, se trasladó a Madrid, donde se distinguió como periodista, llegando a ocupar la dirección los rotativos “El Tiempo” y de “El Parlamento”. De 1846 a 1867 fue Diputado a Cortes, llegando a ser Embajador en los Países Bajos, y, posteriormente, director general de Contabilidad, subsecretario de la Gobernación, y consejero Real y de Estado. En 1863, en el gabinete que presidió Miraflores ocupó el Ministerio de Hacienda, para, sin solución de continuidad, asumir en el mismo Gobierno la cartera de Fomento. Con carácter interino llegó a estar al frente del Ministerio de Ultramar.
- Datos: Q5994796